# Eduardo Suger
José Eduardo Suger Cofiño (Zúrich, Suiza, 29 de noviembre de 1938) es un empresario y académico suizo-guatemalteco. Reconocido por su labor en el ámbito académico en Guatemala, es fundador y rector de la Universidad Galileo que se identifica como una institución vanguardista en la era tecnológica.
Estudió Física-Matemática en el Instituto Tecnológico Federal de Zúrich, Suiza, donde se graduó de Físico Matemático, en los grados de Licenciado y Maestría. Obtuvo el grado de Doctor Ph.D. en la Universidad de Texas, Austin, en Física Matemática.
Trabajó como investigador en el área de física matemática en el Centro de Investigaciones de IBM en Ruschlikon, en Zúrich y en el instituto de física molecular en Austin, Texas.
En el área de docencia trabajó en los Institutos Superiores Minerva y Freundenberg de Zúrich, en la escuela de Graduados de la Universidad de Texas, Austin en el área de física matemática.
En Guatemala, en la Universidad de San Carlos fue director Adjunto de la Cátedra de Física y Director de la Cátedra de Matemática, en el Departamento de Estudios Generales.
Desempeñó también los cargos de Secretario de la Facultad de Arquitectura y profesor titular en Matemática, Física, Geometría Descriptiva y Estructuras.  Fue elegido como Miembro Honorario de la Sociedad de Arquitectos de Guatemala.  También fungió como profesor titular en las Facultades de Ciencias Médicas, Química y Farmacia, y Ciencias Económicas; así mismo  Director de la Cátedra de Matemática y profesor en la Escuela de Formación de Profesores de Enseñanza Media, EFPEM, de la Facultad de Humanidades.
Fue elegido, por unanimidad, Representante de los Profesores de la Escuela de Estudios Generales ante el Consejo Superior Universitario de USAC, y representante de los Profesores de la Facultad de Arquitectura ante dicho Consejo.
Fue Profesor titular de otras Universidades como Universidad del Valle, Universidad Mariano Gálvez, Universidad Francisco Marroquín y Universidad Galileo
En la Universidad Francisco Marroquín fundó la Escuela Superior de Economía y Administración de Empresas ESEADE, la Facultad de Ingeniería de Sistemas, Informática y Ciencias de la Computación, de la cual fue Decano.
Como reconocimientos importantes obtuvo:
- Por la Organización para las Artes Francisco Marroquín el de Forjador de la Historia de Guatemala en el Campo de la Educación.

- Por la Universidad Francisco Marroquín Profesor Distinguido.

- Por las Corporaciones Municipales, de: Zacapa, Coatepeque, Poptun,  Momostenango, Sanarate, Totonicapán, Jocotan,  El Progreso, La Villa de Mixco y la de Ocotepeque en Honduras, lo han nombrado Huésped Distinguido por su contribución a la Educación Tecnológica.

- La Asociación de periodistas de Guatemala, APG lo declaró amigo predilecto por su Histórica contribución al país, a través de la tecnología del saber en beneficio de millares de guatemaltecos.

- En el año 2000 fue designado por el consejo Empresarial de Guatemala, “Destacado Líder de los ´90.”

- siglo XXI, lo declaró Personaje del Año 2000 en Ciencia.

- La Fundación ROSE de Estados Unidos le entregó el “Real Foundation Education Award” como reconocimiento a su labor a favor de la niñez en Guatemala y el mundo.

- El gobierno de la República le otorgó la Orden Francisco Marroquín y la municipalidad de Guatemala, la Orden Raúl Aguilar Batres.

- Es cofundador de la Facultad de Ingeniería de Sistemas, Informática y Ciencias de la Computación de la Universidad Tecnológica de El Salvador, donde fue distinguido como doctor honoris causa, Senador y profesor Visitante.

- En 2010 la Universidad de Ciencias Comerciales de Nicaragua le confirió el doctorado honoris causa por sus méritos académicos y profesionales.

Es el fundador y Rector de Universidad Galileo.